# بروس فرنسيس
بروس فرنسيس (18 فبراير 1948 - ) (بالإنجليزية: Bruce Francis)‏ هو لاعب كريكت أسترالي. شارك مع منتخب أستراليا الوطني للكريكت.

## وصلات خارجية
- بروس فرنسيس على موقع إي آس بي آن كريك إنفو (الإنجليزية)